# Bretoncelles
Bretoncelles é uma comuna francesa na região administrativa da Normandia, no departamento Orne. Estende-se por uma área de 40,7 km². Em 2010 a comuna tinha 1 513 habitantes (densidade: 37,2 hab./km²).